# Hemigaster ornatipes
Hemigaster ornatipes là một loài tò vò trong họ Ichneumonidae.